# سیارک ۲۶۹۰۹
سیارک ۲۶۹۰۹ (به انگلیسی: 26909 Lefschetz، نامگذاری:1996HY1) بیست و شش هزار و نهصد و نهمین سیارک کشف شده‌است که در ۲۴ آوریل ۱۹۹۶ کشف شد.